# Alisen Camille

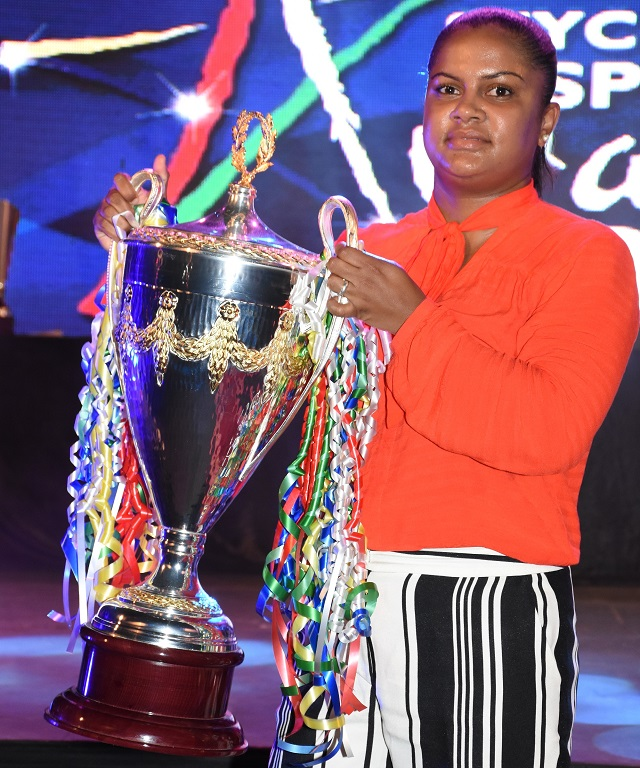
Alisen Camille, 2019

Alisen Camille (* 26. Juni 1992 in Victoria) ist eine Badmintonspielerin von den Seychellen.

## Karriere
Alisen Camille gewann bei den Indian Ocean Island Games 2011 Gold im Damendoppel mit Cynthia Course, Silber im Mixed und mit dem Team sowie Bronze im Einzel. Bei den Panafrikanischen Spielen 2011 erkämpfte sie sich Silber im Mixed und im Doppel sowie Bronze mit der Mannschaft. Bei der Badminton-Afrikameisterschaft 2010 wurde sie Dritte im Doppel, 2012 Dritte im Mixed, gewann aber mit ihrer Partnerin Cynthia Course die Mauritius International.